# Terrapene nelsoni
Terrapene nelsoni is een schildpad uit de familie moerasschildpadden (Emydidae).

## Uiterlijke kenmerken
Net als veel dooschildpadden is het schild sterk koepelvormig, de rugschildkleur kan variëren van geel- tot groenachtig bruin. Het rugschild is altijd voorzien van kleine, lichte gele tot bruine vlekjes, waaraan de Nederlandse naam te danken is. Het buikschild is bruin van kleur en geelomzoomd, soms zijn gele vlekjes aanwezig. De maximale schildlengte is 15 centimeter. De kop is relatief groot, de huid van kop en ledematen is geel tot bruin van kleur, ook hier zijn lichtere vlekjes aanwezig.
Een opmerkelijk feit is dat de eerste teen aan de achterpoot van de mannetjes gedraaid kan worden. Dit is waarschijnlijk een aanpassing om het vrouwtje beter vast te houden tijdens de paring.

## Algemeen
Terrapene nelsoni is endemisch in Mexico, en komt voor in bossen en savannen. Net als andere doosschildpadden behoort de soort tot de moerasschildpadden maar komt niet in het water en is op het land aangepast. Als de schildpad in het water terechtkomt zal het dier verdrinken. Er is weinig bekend over de levenswijze en voortplanting. De schildpad is waarschijnlijk omnivoor.

## Ondersoorten
Er zijn twee ondersoorten die in verspreiding en kleur en tekening enigszins verschillen:
- Terrapene nelsoni nelsoni; deze ondersoort is alleen bekend van locaties van boven 1050 meter boven zeeniveau, het schild heeft grotere vlekken die echter kleiner in aantal zijn.
- Terrapene nelsoni klauberi; deze ondersoort is aangetroffen op hoogtes beneden 1050 meter, heeft meer vlekken op schild en ledematen die duidelijk kleiner zijn.